# Günter Stratenwerth
Günter Stratenwerth (* 31. Januar 1924 in Naumburg; † 15. April 2015 in Basel) war ein deutscher Rechtswissenschaftler. Er war von 1961 bis 1994 ordentlicher Professor für Strafrecht an der Universität Basel und Verfasser zahlreicher Lehrbücher zum deutschen und schweizerischen Strafrecht.

## Leben
Stratenwerth wuchs bis zum siebten Lebensjahr in Naumburg an der Saale auf. 1932 zog die Familie nach Bielefeld. Mit vierzehn trat er in die Flieger-Hitlerjugend ein. 1942 schloss er das Abitur ab und trat bereits zwei Wochen später in den Militärdienst bei der Luftwaffe ein. Da die Wehrmacht in Stalingrad im Rahmen der Offensive Fall Blau schwere Personalverluste erlitt, wurden Angehörige der Luftwaffe in sogenannte Luftwaffen-Felddivisionen umgeteilt und als Infanterie eingesetzt. Auch Stratenwerth gehörte hierzu, wurde aber bereits im November 1942 verwundet. Nach einem längeren Aufenthalt im Lazarett kehrte er im Frühjahr 1943 zu seiner Einheit zurück. Durch Initiative seines Vaters wurde er im Sommer 1943 – gegen seinen eigenen Wunsch – wieder umgeteilt, um zunächst eine Ausbildung zum Motorflugzeugführer zu erhalten und danach als Fluglehrer in Dresden tätig zu sein. Im Februar 1945 wurde er nach Bayern verlegt. Während eines Kommandounternehmens musste er am 30. April 1945 – kurz vor Ende des Zweiten Weltkriegs in Europa – aufgrund eines Schneesturmes am Tauernpass notlanden.
Als Mitte 1945 die Universität Göttingen wieder öffnete, immatrikulierte er sich umgehend und studierte bis 1949 Rechtswissenschaften. 1950 promovierte er, 1956 habilitierte er an der Universität Bonn zum Thema „Verantwortung und Gehorsam“. Vier Jahre später – 1960 – erhielt er eine Professur an der Universität Erlangen, wechselte aber bereits ein Jahr später an die Universität Basel, wo er von 1961 bis 1994 Strafrecht und Rechtsphilosophie lehrte.
1992 verlieh die Universität St. Gallen Stratenwerth den Ehrendoktor. Am 7. November 2013 wurde ihm diese Ehre auch durch die Universität Luzern zuteil.

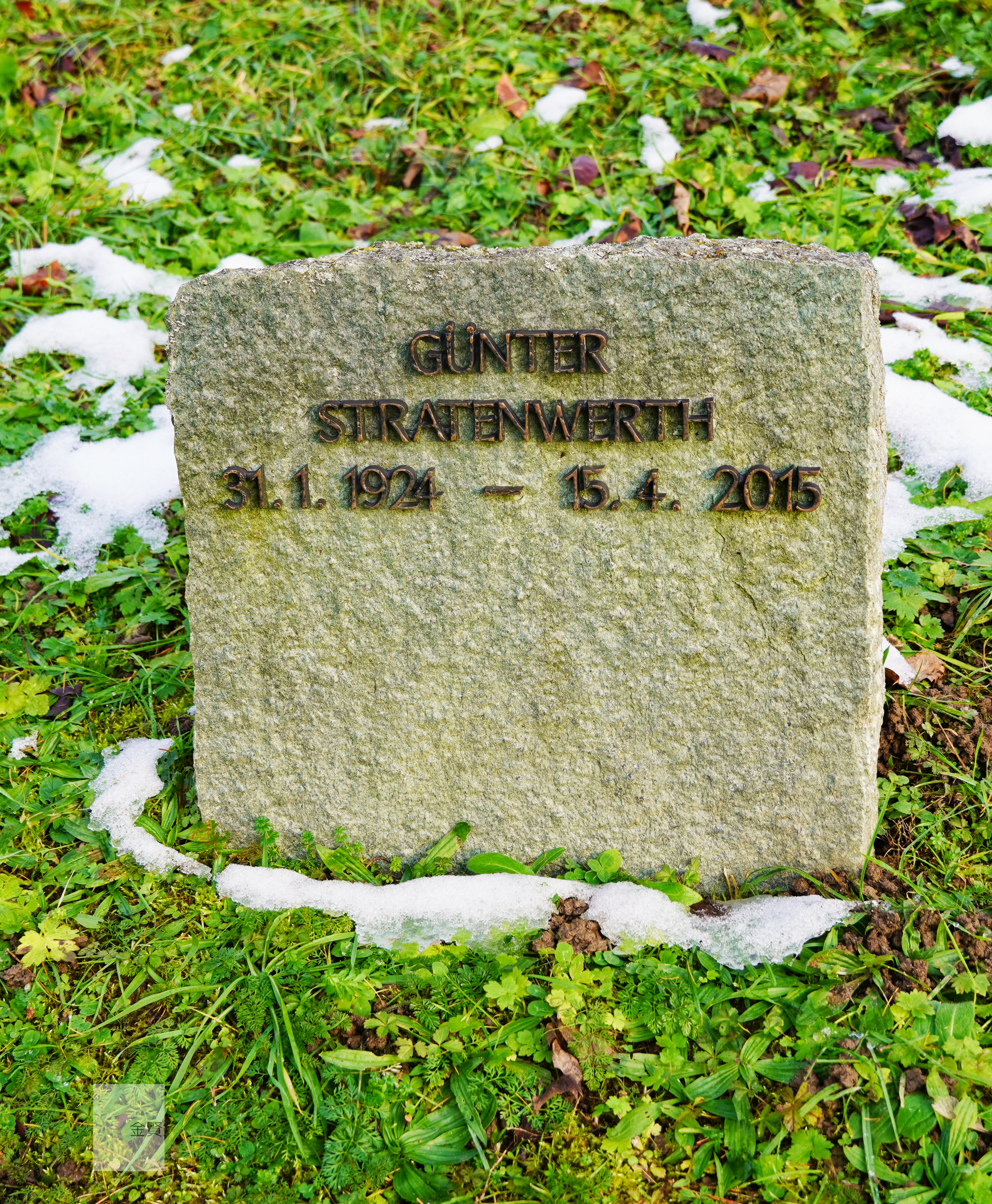
Urnengrab von Günter Stratenwerth auf dem Hörnli

Günter Stratenwerth war Vater von drei Kindern. Die Hamburger Ausstellungsmacherin, Journalistin und Autorin Irene Stratenwerth ist seine Tochter. Er starb am 15. April 2015 im Alter von 91 Jahren. Seine Urne wurde auf dem Friedhof am Hörnli in Riehen beigesetzt.

## Werk
Sein Beitrag zur schweizerischen Strafrechtslehre umfasst die grundlegenden Werke Schweizerisches Strafrecht Allgemeiner Teil I und II sowie Besonderer Teil I und II, verfasst teilweise mit Guido Jenny, welcher das Werk hätte fortführen wollen. Er ist jedoch im September 2006 verstorben. Seit der 6. Auflage des Besonderen Teils II zeichnet Felix Bommer als Mitverfasser. Das vierbändige Werk Schweizerisches Strafrecht galt bis zum Erscheinen der Basler Kommentare zum StGB als das Standardwerk und wird auch heute noch von der bundesgerichtlichen Rechtsprechung in einem Zug mit den Kommentarstellen zitiert. Sein Einfluss auf die höchstrichterliche Rechtsprechung in Strafsachen in der Schweiz ist beachtlich.
Daneben hat Günter Stratenwerth die Strafbestimmungen des Bankengesetzes im Basler Kommentar kommentiert und zusammen mit Wolfgang Wohlers einen Handkommentar zum Strafgesetzbuch herausgegeben.
Obwohl er als Hochschullehrer hauptsächlich in der Schweiz wirkte, hat Stratenwerth auch zum deutschen Strafrecht publiziert. Sein Lehrbuch Strafrecht. Allgemeiner Teil erschien von 1971 bis 2011 in sechs Auflagen, deren letzte Stratenwerth gemeinsam mit Lothar Kuhlen verfasste.

### Zum schweizerischen Strafrecht
- Schweizerisches Strafrecht – Allgemeiner Teil I: Die Straftat. 4. Auflage. Stämpfli Verlag, Bern 2011, ISBN 978-3-7272-8667-4.
- Schweizerisches Strafrecht – Allgemeiner Teil II: Strafen und Massnahmen. 2. Auflage. Stämpfli Verlag, Bern 2006, ISBN 3-7272-0799-X.
- Günter Stratenwerth, Guido Jenny, Felix Bommer: Schweizerisches Strafrecht – Besonderer Teil I: Straftaten gegen Individualinteressen. 7. Auflage. Stämpfli Verlag, Bern 2010, ISBN 978-3-7272-8658-2.
- Günter Stratenwerth, Felix Bommer: Schweizerisches Strafrecht – Besonderer Teil II: Straftaten gegen Gemeininteressen. 7. Auflage. Stämpfli Verlag, Bern 2013, ISBN 978-3-7272-8684-1.

### Zum deutschen Strafrecht
- mit Armin Kaufmann, Gerd Geilen, Hans Joachim Hirsch, Hans-Ludwig Schreiber, Günther Jakobs: Festschrift für Hans Welzel zum 70. Geburtstag am 25. März 1974, Berlin 1974.
- Was leistet die Lehre von den Strafzwecken? (Schriftenreihe der Juristischen Gesellschaft zu Berlin, Band 139), Berlin 1995.
- mit Lothar Kuhlen: Strafrecht. Allgemeiner Teil. 6. Auflage. Vahlen, München 2011, ISBN 978-3-8006-4167-3.
- Überlegungen zur Ungleichheit der Beteiligten im Absprache-Verfahren, in: Goltdammer’s Archiv für Strafrecht 2013, S. 111.